# Monastero di Santa Maria Teodote
Il monastero di Santa Maria Teodote, detto anche di Santa Maria della Pusterla, fu uno dei più antichi e importanti monasteri femminili di Pavia. Fondato nel VII secolo, sorgeva nel luogo ove si trova il seminario diocesano e fu soppresso nel XVIII secolo.

## Storia
Fu fondato nel VII secolo, durante il regno del re longobardo Cuniperto tra il 679 e il 700 dal nobile Gregorio e ospitava una cappella (od oratorio) intitolata a San Michele (demolito nel 1867, i cui resti sono stati oggetto di un'indagine archeologica negli anni Settanta del Novecento). Il monastero era detto "della Pusterla" a causa della prossimità di una piccola porta della città o "di Teodote" perché legato alle vicende dell'amante di re Cuniperto, che fu accolta nel monastero; è stato tuttavia anche ipotizzato che lo stesso sovrano lo abbia fondato proprio per rinchiudervi la giovane.
Il monastero ricevette numerose donazioni imperiali e diplomi di conferma dei propri beni da parte degli imperatori Lotario (833, 834, 839, 841), Ludovico II (871), Carlomanno (876), Carlo il Grosso (880), Arnolfo (895), Guido, Ludovico III (901), Berengario I, Ugo, Ottone I, Ottone III, Enrico II e Federico I. Nel diploma imperiale di Ottone III del 1 agosto 996 risulta che il monastero possedette terre in Lomellina e diritti di pesca sul Po. Nei secoli XII-XIII le principali proprietà del monastero si concentrano a Fidenza (circa 550 ettari), intorno a Voghera (circa 150 ettari) e Zenevredo, località nella quale il monastero deteneva diritti signorili di banno e quote maggioritarie del locale castello.
Il monastero, che divenne un'abbazia ed accolse verso il IX secolo come per gli altri la riforma benedettina, nel 1473 fu unito alla Congregazione Cassinese. Nel 1778 vi dimoravano ben 43 monache, ma nel 1799, come gli altri grandi monasteri della città, fu soppresso dalle istituzioni della Repubblica Cisalpina e i suoi beni incamerati, mentre l'archivio dell'ente fu depositato presso l'archivio di Stato di Milano. A differenza però degli altri monasteri, ritornò ben presto a un utilizzo religioso, in quanto nel 1868 vi fu collocato il seminario vescovile, che ancora vi ha sede. Per questo è forse il meglio conservato degli antichi monasteri cittadini.

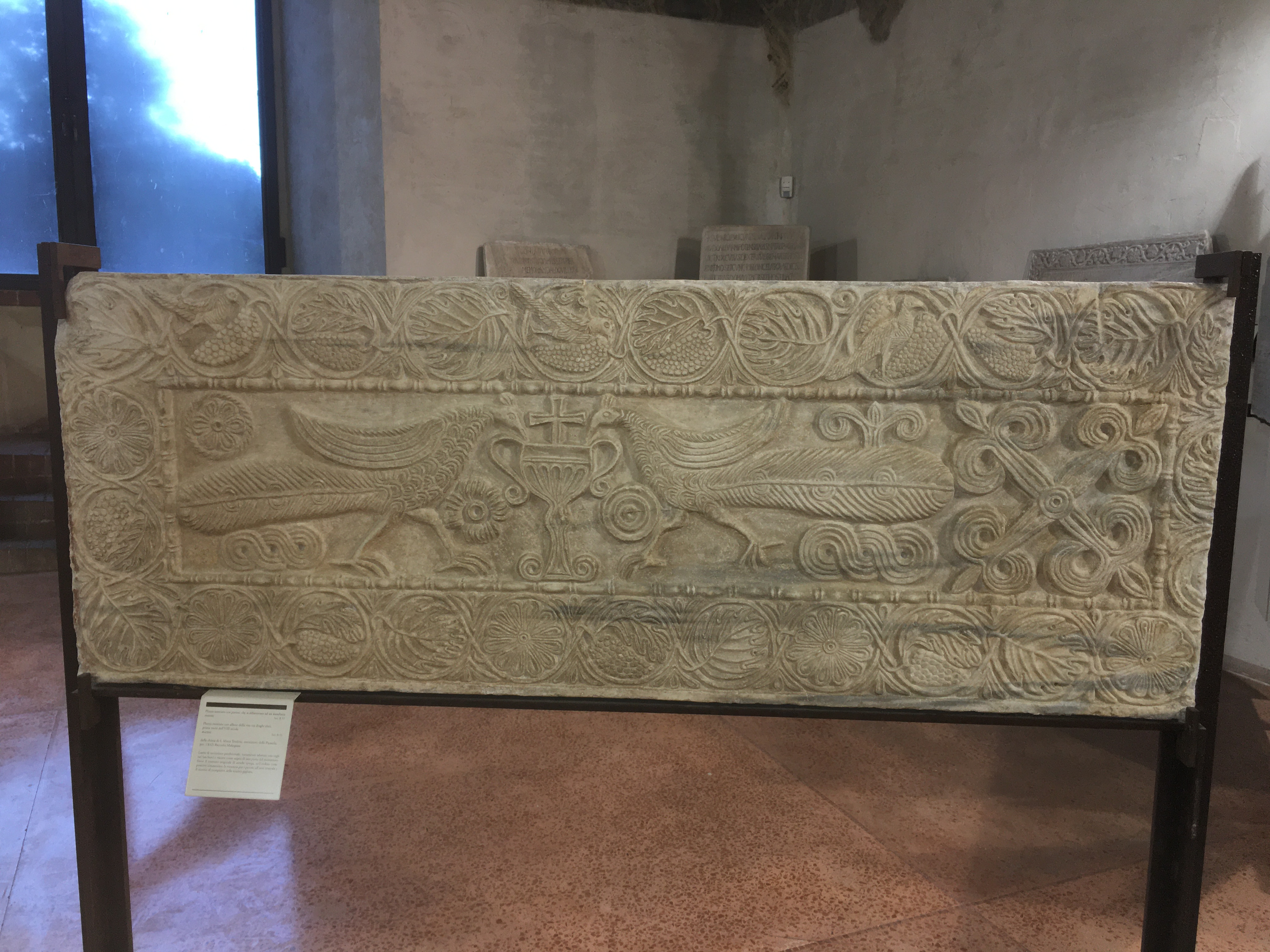
Pluteo di Teodote con pavoni proveniente dall'oratorio di San Michele alla Pusterla, inizio VIII secolo. Pavia, Musei civici.
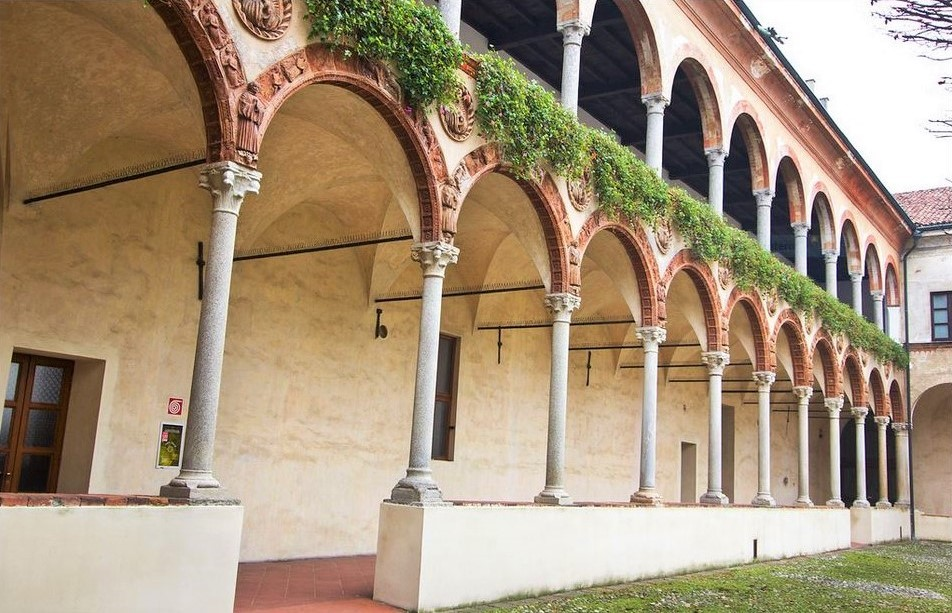
Il chiostro rinascimentale.
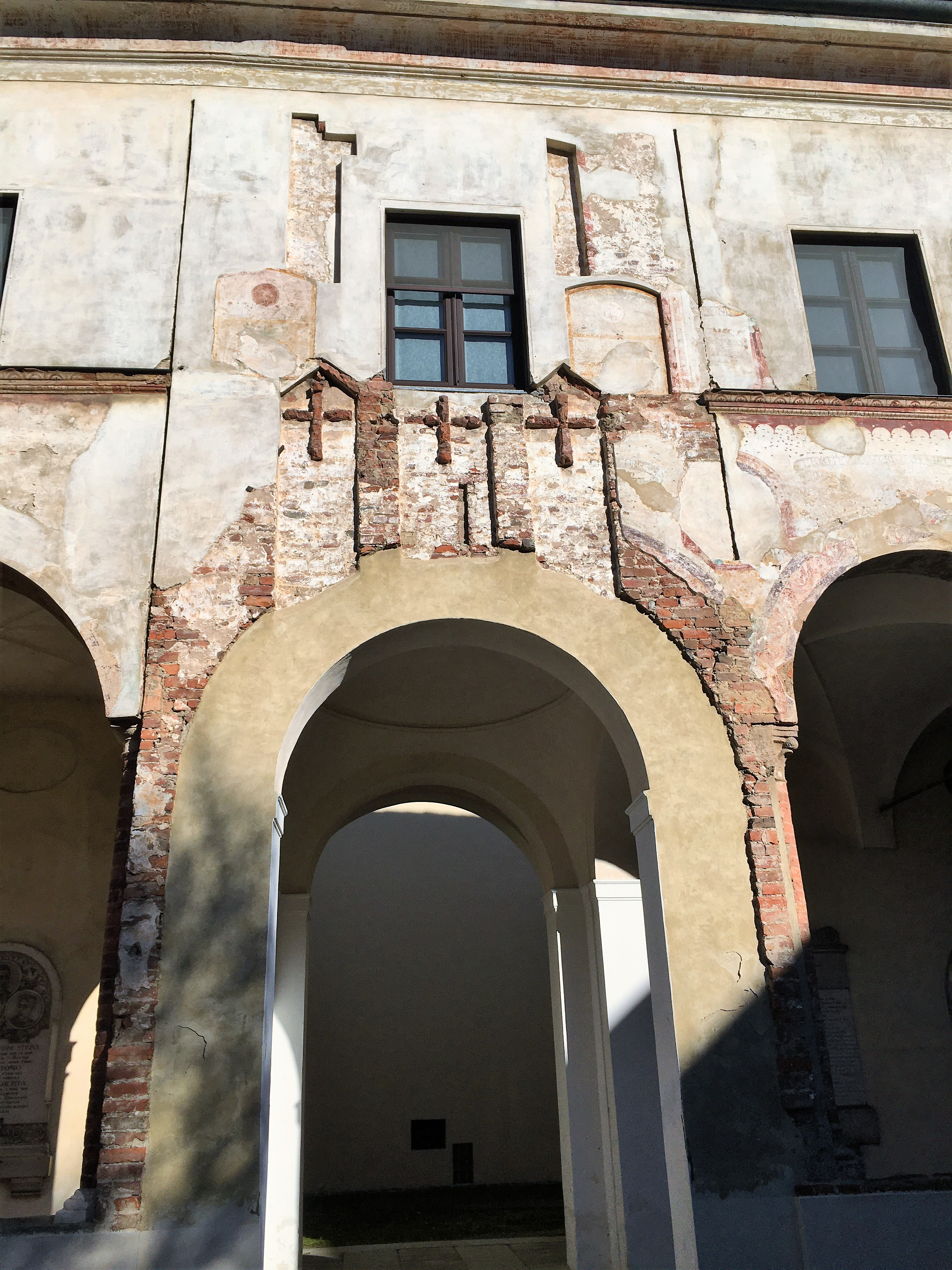
Resti del campanile di età longobarda inglobati nel chiostro rinascimentale.
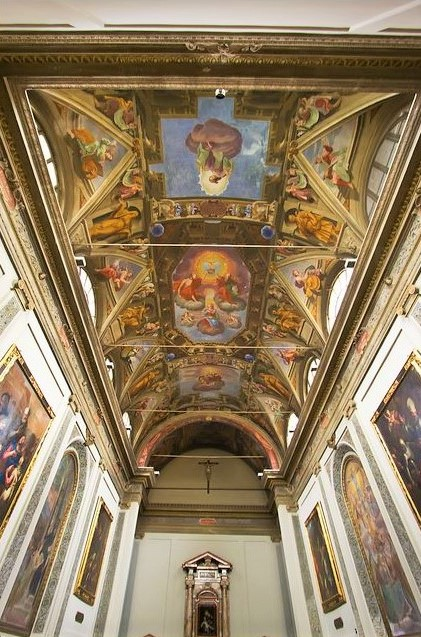
L'interno della chiesa.
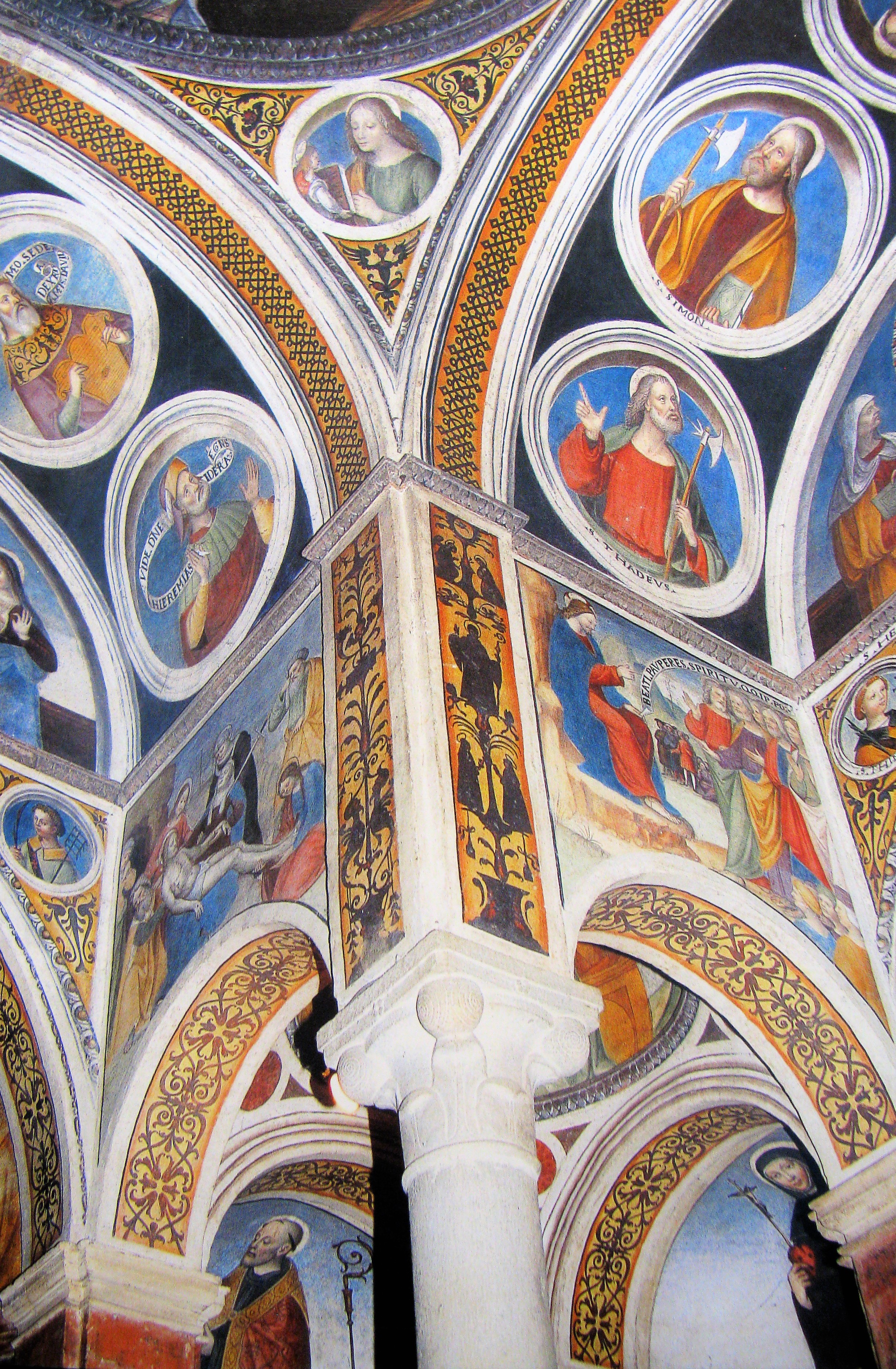
La cappella di San Salvatore.
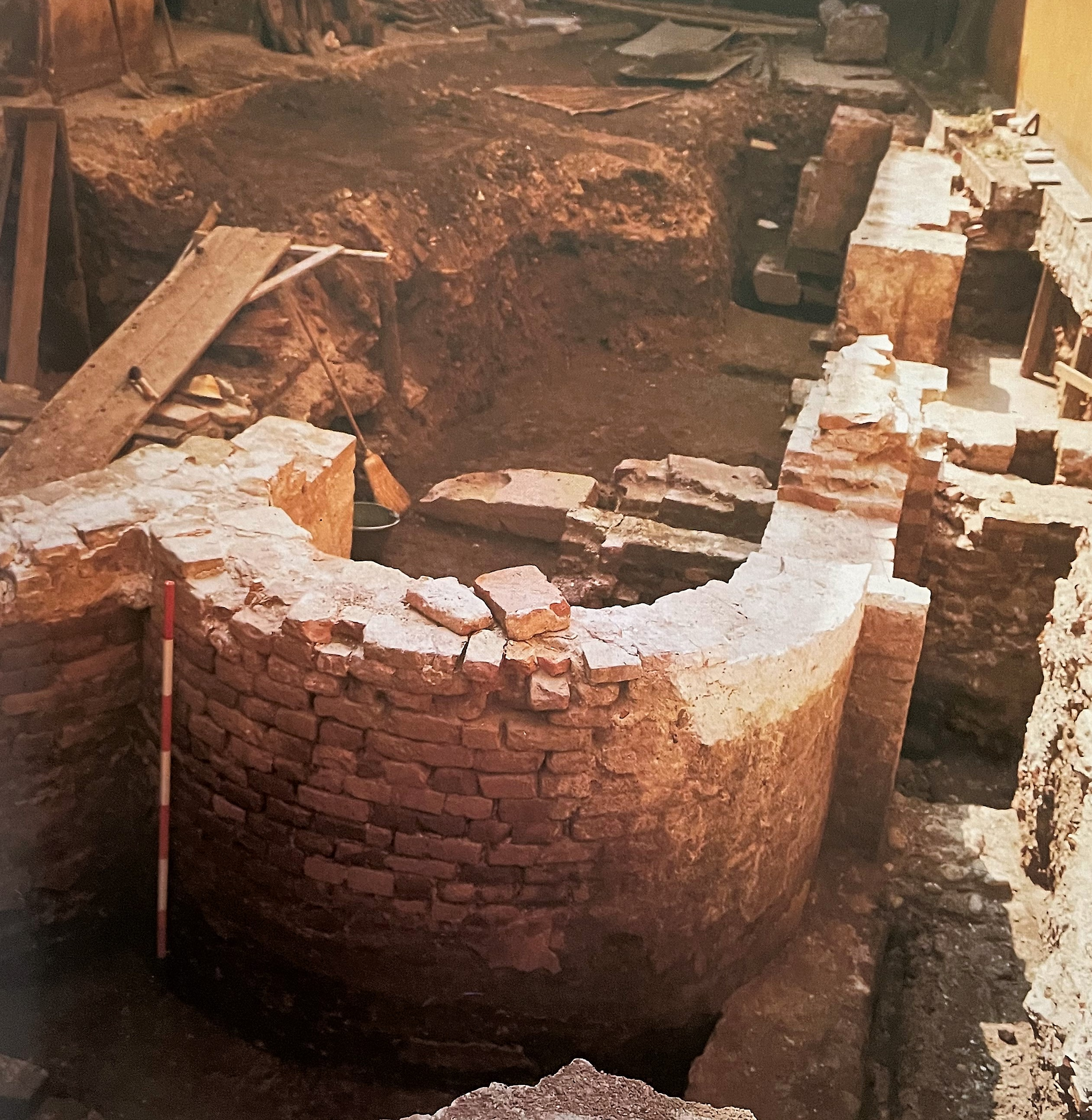
I resti dell'oratorio di San Michele alla Pusterla di età longobarda portati alla luce durante gli scavi del 1970 e ora nuovamente interrati.

## Architettura
Dall'oratorio longobardo, perduto come l'intero complesso altomedievale, provengono i Plutei di Teodote, tra i più alti esemplari di scultura longobarda pervenuti fino ai nostri giorni.
L'ex monastero si trova in Via Menocchio, di fronte allo sbocco di via della Pusterla, accanto a quanto rimane di un altro importante cenobio, quello di San Bartolomeo in Strada. Internamente si conserva il grande chiostro quattrocentesco con arcate slanciate e piene di respiro, sorrette da colonne in marmo. Le ghiere delle arcate meridionali sono rivestite di formelle in cotto che recano figure di putti, forse eseguiti su disegno dell'Amadeo. Tra un arco e l'altro, entro tondi su sfondo a conchiglia spiccano busti di monaci oranti. Le terrecotte che ornavano gli altri lati del chiostro furono purtroppo levate e vendute nell'Ottocento. Nel lato occidentale del chiostro si apre un portale gotico in cotto con ricchissimi fregi raffiguranti putti e grappoli d'uva inseriti in un motivo di fogliame. Sotto il porticato del lato sud vi è un affresco di Bernardino de' Rossi firmato e datato al 1491, mentre il prospetto orientale conserva altri affreschi quattrocenteschi. Al piano superiore del lato sud si trova una loggetta trecentesca. Sugli altri lati sono apparse tracce di affreschi dei secoli XV e XVI, che rivestono pure archi e sottarchi. Nella parte settentrionale del chiostro si scorgono, inserito nella muratura, i resti del massiccio campanile (risalente all'età longobarda) dell'oratorio di San Michele alla Pusterla, caratterizzato (nella porzione sopravvissuta) da decorazioni con croci laterizie in rilievo.
Il refettorio, che si apre nel lato di mezzogiorno del chiostro, ha una copertura di volte a vela che poggiano su capitelli pensili, identici a quelli del chiostro di San Lanfranco. Lo stampo di queste terrecotte venne evidentemente conservato per qualche tempo e utilizzato più volte, tanto è vero che anche i capitelli del refettorio recano la data del 1467 e il nome dell'abate di San Lanfranco Luca Zanacchi. Lo stesso dicasi per le formelle delle arcate, identiche a quella di San Lanfranco.
Il lato est del chiostro dà accesso alla chiesetta del Salvatore, anch'essa quattrocentesca, a croce greca, con cupolette centrale e angolari, coperte come le pareti di affreschi di Bernardino Lanzani.
La chiesa, già dedicata alla Vergine e ora a Sant'Andrea, fu eretta nel 1604, ed è adorna di affreschi e stucchi. I dipinti raffiguranti la crocifissione e quello nel quale è rappresentata Teodote che presenta il modello della chiesa a San Benedetto furono realizzati da Giovanni Battiste della Rovere tra il 1623 e il 1628, mentre gli affreschi della volta sono opera di un anonimo pittore cremonese allievo di Giovanni Battista Trotti. 

### Fonti primarie
- (LA)  Paolo Diacono, Historia Langobardorum, in  Georg Waitz (a cura di), Monumenta Germaniae Historica, Hannover, 1878,  Scriptores rerum Langobardicarum et Italicarum saec. VI–IX, 12–219. Trad .it:  Paolo Diacono, Storia dei Longobardi, a cura di Lidia Capo, Milano, Lorenzo Valla/Mondadori, 1992, ISBN 88-04-33010-4. Testo disponibile su Wikisource.

### Letteratura storiografica
- Musei Civici di Pavia. Pavia longobarda e capitale di regno. Secoli VI- X, a cura di S. Lomartire, D. Tolomelli, Milano, Skira, 2017.
- Giovanna Forzatti Golia, Istituzioni ecclesiastiche pavesi dall'età longobarda alla dominazione visconteo- sforzesca, Roma, Herder, 2002.
- L. Giordano, M. Visioli, R. Gorini, L. Baini, P. L. Mulas, C. Fraccaro, L'architettura del Quattrocento e del Cinquecento, in Storia di Pavia, III/3, L’arte dall'XI al XVI secolo, Milano, Banca Regionale Europea, 1996.
- Marco Albertario, La pittura a Pavia (1359- 1525), in Storia di Pavia, III/3, L’arte dall'XI al XVI secolo, Milano, Banca Regionale Europea, 1996.
- Aldo A. Settia, Pavia carolingia e postcarolingia, in Storia di Pavia, II, L'alto medioevo, Milano, Banca del Monte di Lombardia, 1987.
- A. Peroni, Il monastero altomedievale di S. Maria «Teodote» a Pavia. Ricerche urbanistiche e architettoniche, in Studi medievali, ser. III, XII, 1, 1972,  pp. 1-93.
- G. Panazza, Lapidi e sculture paleocristiane e pre-romaniche di Pavia, Torino 1953 [estratto da: E. Arslan (ed.), Arte del primo millennio. Atti del II. Convegno per lo studio dell'alto medio evo tenuto presso l'Università di Pavia nel settembre 1950, Torino, 1950, pp. 211-302].